# Wiener Markt

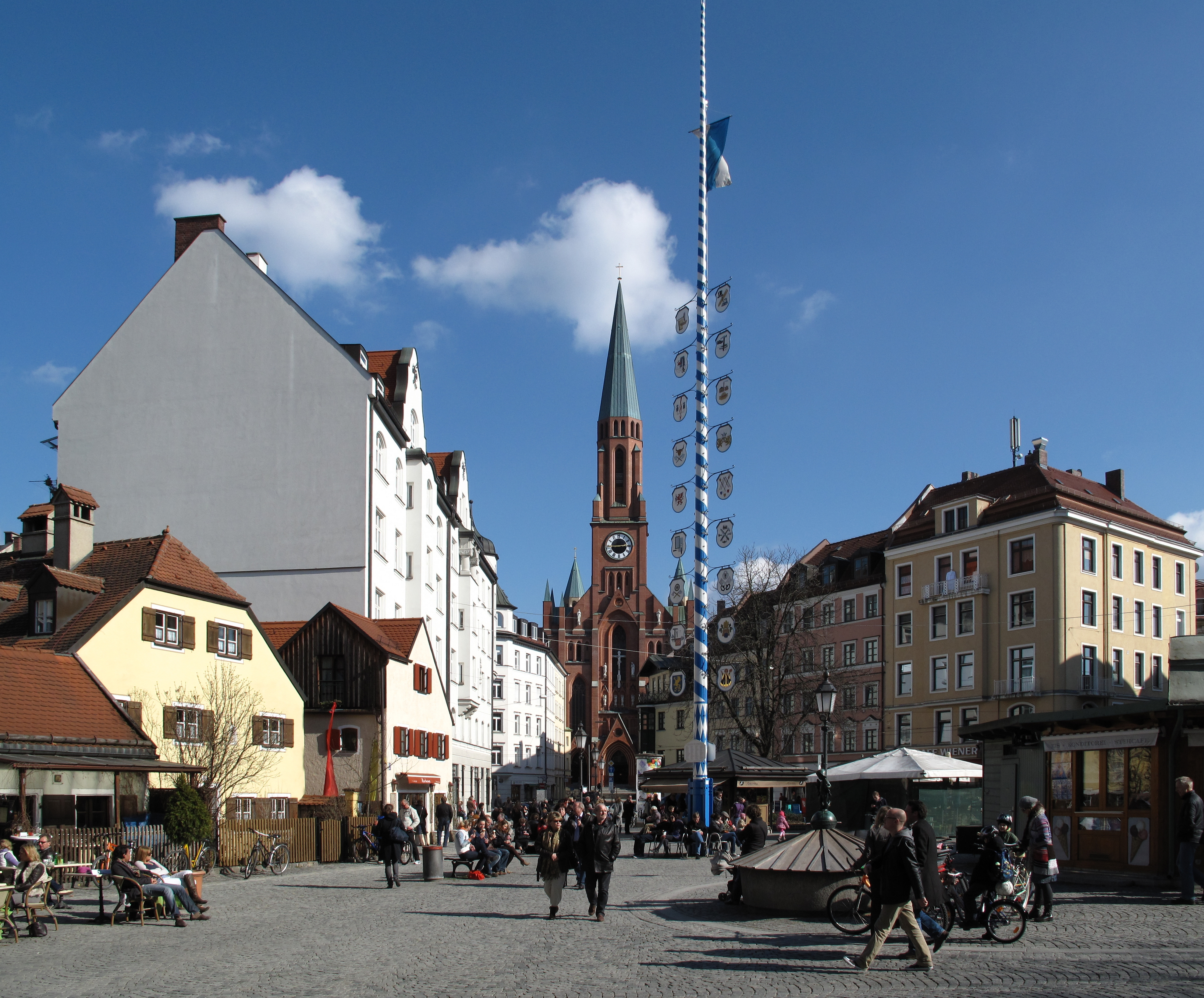
Wiener Platz

Der Wiener Markt (auch Markt am Wiener Platz genannt) ist einer der vier ständigen Märkte für Lebensmittel und Blumen in München. Er findet auf dem Wiener Platz im Stadtteil Haidhausen statt.
Nachdem 2011 ein TÜV-Gutachten an Ständen Mängel bei Hygiene- und Brandschutz festgestellt hatte, plant die Stadt München den Umbau des Marktes.
Die Holzhütten werden saniert und teilweise zum Innenhof hin erweitert. Die erforderliche Sanierungstiefe wird derzeit untersucht. Ein neuer Stand mit einem barrierefreien Kunden-WC ist ebenfalls geplant.
Alle Beteiligten arbeiten an der Vorplanung für die Sanierung im Bestand. Voraussichtlich Ende 2021 wird diese dem Stadtrat zur Freigabe der finanziellen Mittel vorgelegt.

## Geschichte
Der Wiener Platz wurde 1891 nach der österreichischen Stadt Wien benannt. Dieser Name wurde gewählt, weil die hier entlang führende Innere Wiener Straße den Beginn der Verbindungsstraße nach Wien darstellte.
Die Geschichte des „Marktes am Wiener Platz“, des kleinsten der vier ständigen Münchner Lebensmittelmärkte, ist wechselvoll. Am 1. November 1889 wurde der bis dahin an der Preysingstraße abgehaltene Markt an seinen heutigen Standort verlegt. Eine „Bekanntmachung des Magistrats der königlichen Haupt- und Residenzstadt München vom 25. October 1889“, unterzeichnet durch Bürgermeister Johannes von Widenmayer, ist die „Geburtsurkunde“ des Marktes. Im Zweiten Weltkrieg wurde der Markt stark beschädigt und in den Jahren nach Kriegsende wiederhergerichtet.
2002 wurden umfangreiche Renovierungsarbeiten am Wiener Platz und dem Markt beendet und zurückgelassen wurde ein Kleinod in Haidhausen. Im darauffolgenden Jahr bekam der Platz sogar einen Maibaum, gestiftet von den "Freunden Haidhausens".

## Verwaltung
Der Wiener Markt wird von den Markthallen München verwaltet, einem Eigenbetrieb der Stadt München.
Die Nutzung des Marktes für Händler, Käufer und Passanten regelt sich über die Lebensmittelmarktsatzung. Diese Satzung gilt auch für den Elisabethmarkt, den Pasinger Viktualienmarkt und den Viktualienmarkt.
Die Händler des Marktes haben keinen Mietvertrag, sondern eine so genannte Zuweisung. Dies hat zum einen historische Gründe, da der Markt Teil der Stadtverwaltung war und ist. Zum anderen ist es in der Lebensmittelmarktsatzung so festgelegt. Die Gebühren setzen sich zusammen aus einer Grundgebühr und einer Umsatzgebühr und richten sich nach der Gebührensatzung für die Lebensmittelmärkte. Eine pauschale Aussage über die Gebühren für einen Stand ist nicht möglich, da durch viele Faktoren (fester Stand, Schirmstand, Freistand, Sortiment) für jeden Stand praktisch eine eigene Gebühr zustande kommt. Freie Stände werden durch ein öffentliches Ausschreibungsverfahren vergeben – nach verschiedenen Kriterien wie unter anderem Konzept, Erfahrung oder wirtschaftlicher Hintergrund.

## Sonstiges

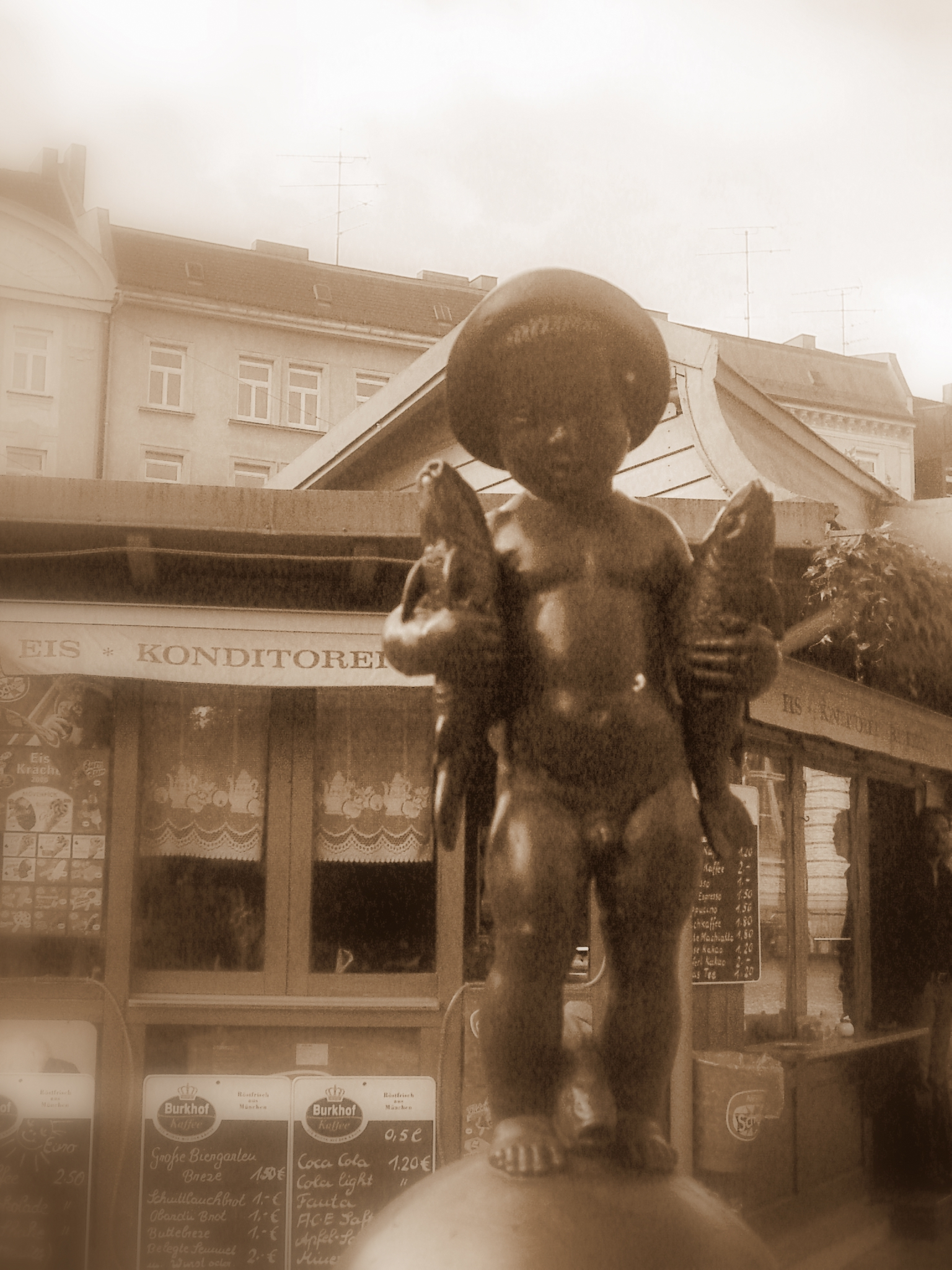
Fischerbuberl-Brunnen am Wiener Platz

Der Fischerbuberl-Brunnen auf dem Wiener Markt stammte ursprünglich vom Viktualienmarkt, wo er dem Neubau der Schrannenhalle weichen musste. Das bronzene Brunnenbüberl von Ignatius Taschner wurde zuerst so montiert, dass es den Blick zum Isarhang richtete. Weil ihnen dabei aber der Knabe den nackten Po entgegenstreckte, beschwerten sich die Markthändler. Also drehte das Baureferat die Figur. Dies wiederum missfiel den Stadtviertel-Politikern, denn jetzt liefen die Passanten geradewegs auf den nackten Hintern zu. Also wurde weiter gedreht, bis es dann doch irgendwie passte....